# Дерадун
Дерадун је град у Индији у држави Утараханд. Према незваничним резултатима пописа 2011. у граду је живело 578.420 становника.

## Становништво
Према незваничним резултатима пописа, у граду је 2011. живело 578.420 становника.
| 1991.   | 2001.   | 2011.   |
| ------- | ------- | ------- |
| 293.808 | 426.674 | 578.420 |